# Politikonstabel 660
Politikonstabel 660 er en amerikansk stumfilm fra 1919 af Harry Beaumont.

## Medvirkende
- Tom Moore som Larry Hayes
- Seena Owen som Frances Hudson
- Peaches Jackson som Mary Jane
- Mollie McConnell
- Mary Warren som Nellie Andrews